# 歴史的イラン世界
本項では、歴史地理的な文脈においてイランと呼称される地域（歴史的イラン世界）について解説する。

## 歴史地理用語としてのイランとペルシア
イランと言う用語は歴史の中で長期にわたって用いられた用語である。このため、ある言語的・文化的な共通性を持った集団、イラン高原を中心とした広範囲の地域、現代のイラン国家など多様な意味合いを持ち、歴史学においてイランと呼ばれる地名、イラン人・イラン系と呼ばれる人々、イラン文化と呼ばれる文化的なまとまり等は文脈・視点・時代によって一定ではない。また、「イラン」と同様の、あるいは重複する意味を持つ地名として「ペルシア」がある。このペルシアと言う用語もイランと同様に歴史的にその意味合いを変化させており、現代歴史学において文脈上様々な意味合いで用いられる。またイラン人の言語は伝統的にペルシア語と言う名称が与えられている。

### イラン
イランという用語は古代ペルシア語のアルヤ（アリヤ / arya-、古インド語：アーリヤ / āˊrya-）に由来する。後にエーラーン（Ērān）という語形を経て現代ペルシア語のイーラーン（Īrān）となった。現代日本語では通常、長母音を無視しイランと表記する。

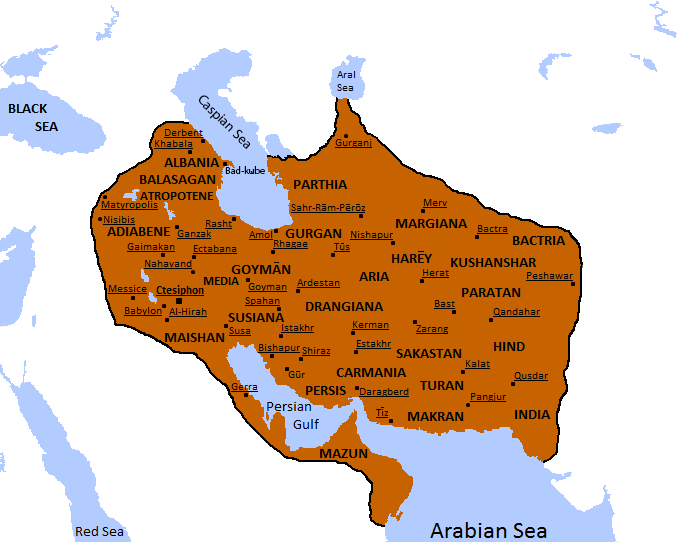
サーサーン朝の勢力範囲（7世紀）

現代ではイランは地名として用いられるが、アルヤという用語は元来、アルヤ語（インド・イラン語）を話す人々が、非アルヤ語を話す人々と自分たちを区別して用いる自称であり、基本的には言語的な差異に基づいた概念であった。そのため、そこから派生したイランも元々は地名ではない。サーサーン朝（226年-651年）時代にはエーラーン（Ērān、パルティア語：アルヤーン / aryān）、エーラーンシャフル（Ērānšahr、パルティア語：アルヤーンシャフル / aryānšahr）という用語が中世ペルシア語やパルティア語の碑文等に見られる。エーラーンと言う語は例えばšāhān šāh ērān ud anērān（エーラーンと非エーラーンの諸王の王）と言った表現の中に見られ、またサーサーン朝初期の王は自らを「アルヤ人の王国の主（*an. . .ērānšahr xwadāy hēm）」と宣言している。しかし、エーラーンはこの時点でもあくまでアルヤ人の複数形として「アルヤ人の」を意味する用語であった。
イスラームの征服（7世紀）を経た後もイランという用語は使用され続けたが、イラン高原に成立した諸王朝が自らの国を「イーラーン」と呼ぶことは近代に入るまでなかった。しかし、エーラーン（イラン）という用語は次第に人間の集団を指すものではなく地理的概念を指す用語としての意味合いを獲得していった。9世紀頃までのパフラヴィー語文献にはサーサーン朝期の用法が維持されており、「国家」は常にエーラーンシャフルと表現された。『ブンダヒシュン』等のパフラヴィー語文献ではエーラーンが地理的な意味合いをもっていたことが「イラン人（エーラーナグ / ērānag）」という表現などによって示されている。
また、中世ペルシア語の文学においてもイーラーンは人間の集団を指すものではなく地理的概念を指す用語としての意味合いを獲得していった。詩人フェルドウスィー（1025年没）が記した『王書（シャー・ナーメ、1010年完成）』ではそれ以前は比較的厳密に区別されていた「イラン（イーラーン / Īrān）」と「イランの地（イーラーン・ザミーン / Īrān zamīn）」が互換的な用語として使用されるようになっている。イランが地理的概念となって行くにつれ、そこに住む人々をイラン人（イーラーニヤーン / Īrānyān）と表現するようにもなった。ただし、当時の文献でイランという「地域」が指す範囲は現代のイランとは全く一致せず、メッカ（マッカ）やメディナ（マディーナ）、イエメン、ヒジャーズ、シリアの一部、イラク（イラーク）、ホラーサーン等を含む「世界の中心」と呼ぶべき地域がイランであった。

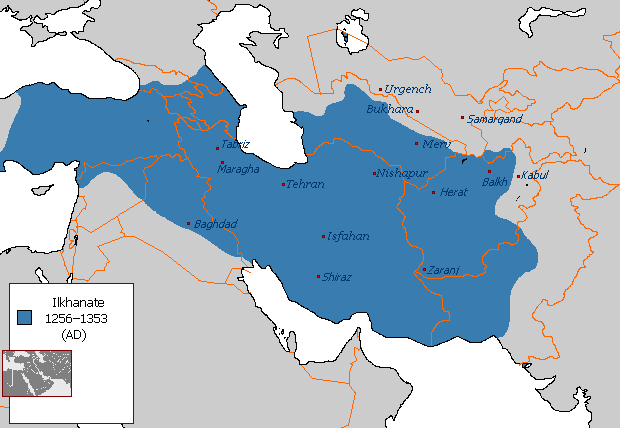
イルハン朝（フレグ・ウルス）の勢力範囲（13世紀）

モンゴルのイラン征服（13世紀半ば）を経てイルハン朝（フレグ・ウルス 13世紀半ば-14世紀半ば）が成立すると、イランとはチャガタイ・ウルス（13世紀-17世紀）が支配する地、トゥラン（トゥーラーン / Tūrān）の対義語であるという視点が登場した。やがて、イルハン朝が崩壊する中で新たに政権を握ったモンゴル系および非モンゴル系の諸王朝において、このイルハン朝の領域を指すイランという概念が広く受容されることになる。イルハン朝の崩壊後に成立した政権の中には「ペルシア系（テュルク人やモンゴル人のような遊牧王朝との系譜的な繋がりを持たない）」王朝が複数あり、彼らは自らがイランの地（即ち旧イルハン朝の領域）の支配者である古代ペルシアの諸王の後継者であるというイデオロギーを発達させた。そしてモンゴル（イルハン朝）の侵攻はイランへのトゥランからの侵攻であるととらえられた。またジャライル朝（ジャラーイル朝、1336年-1432年）のようなモンゴル系部族に出自を持つ王朝でも「イランの地」はイルハン朝の後継者という立ち位置を主張する上で、旧イルハン朝の領域を指す用語として史書等に使用されるようになっている。

### ペルシア
「イラン」とは別にイラン世界、あるいはイランの国家を表す名詞として重要なものにペルシア（英：Persia）がある。これは古代ギリシア語のペルシス（Περσίς / Persis）に由来し、英語以外でも現代の西欧言語ではフランス語のペールス（Perse）やドイツ語のペアジエン（Persien）のようにイラン高原の王朝をペルシスに由来する語で表現する。古代ギリシア語のペルシスは遡れば古代イラン人の一派であるペルシア人に由来する。ペルシアと言う語は古代ペルシア語ではパールサ（Pārsa）と表記され、古代イラン語の共通語形ではパルスア（Parsua）となる。ペルシアという地名に言及する最古の記録は紀元前3千年紀のアッシリアの文書である。この中でシュメル人（シュメール人）の「馬の地」パラフシェ（Parahše）という語形で登場している。この地名は現代のイランの北西端にあるオルーミーイェ湖の南西部あたりを指していたが、後にイラン人部族（即ちペルシア人/パールサ人）の名称となった。彼らは前843年のアッシリアの記録に初めて登場し、紀元前7世紀には現在のファールス地方へと移った。この地域はエラム語の史料でアンシャン（Anšan）と呼ばれていたが、ペルシア人たちの移動に伴い彼らの名前で呼ばれるようになった。さらに、彼らが中心となって古代の帝国ハカーマニシュ朝（アケメネス朝）が建てられたことによって広く知られることになる。このため、ペルシアという用語はファールス地方というペルシア人の土地を指す限定的な用法だけではなく、イラン高原に拠点を置く帝国の領域を指す広い意味合いでも用いられるようになった。イスラームの征服後においてもこの2つの用法が残存していたことは、ペルシア湾のマフルーバーン（Mahrūbān、現：Arrajan）からホルムズ海峡近辺までを範囲とするファールスという地域が存在した一方で、アル＝バクリーやイブン・フルダーズベのようなイスラーム期の地理学者がファールスという地域の中にメルヴ（現：トルクメニスタン領マル）を含めていること、ファールスとシンド（インド）の境界について論じていることなどからわかる。

### 近現代の国名としてのイランとペルシア

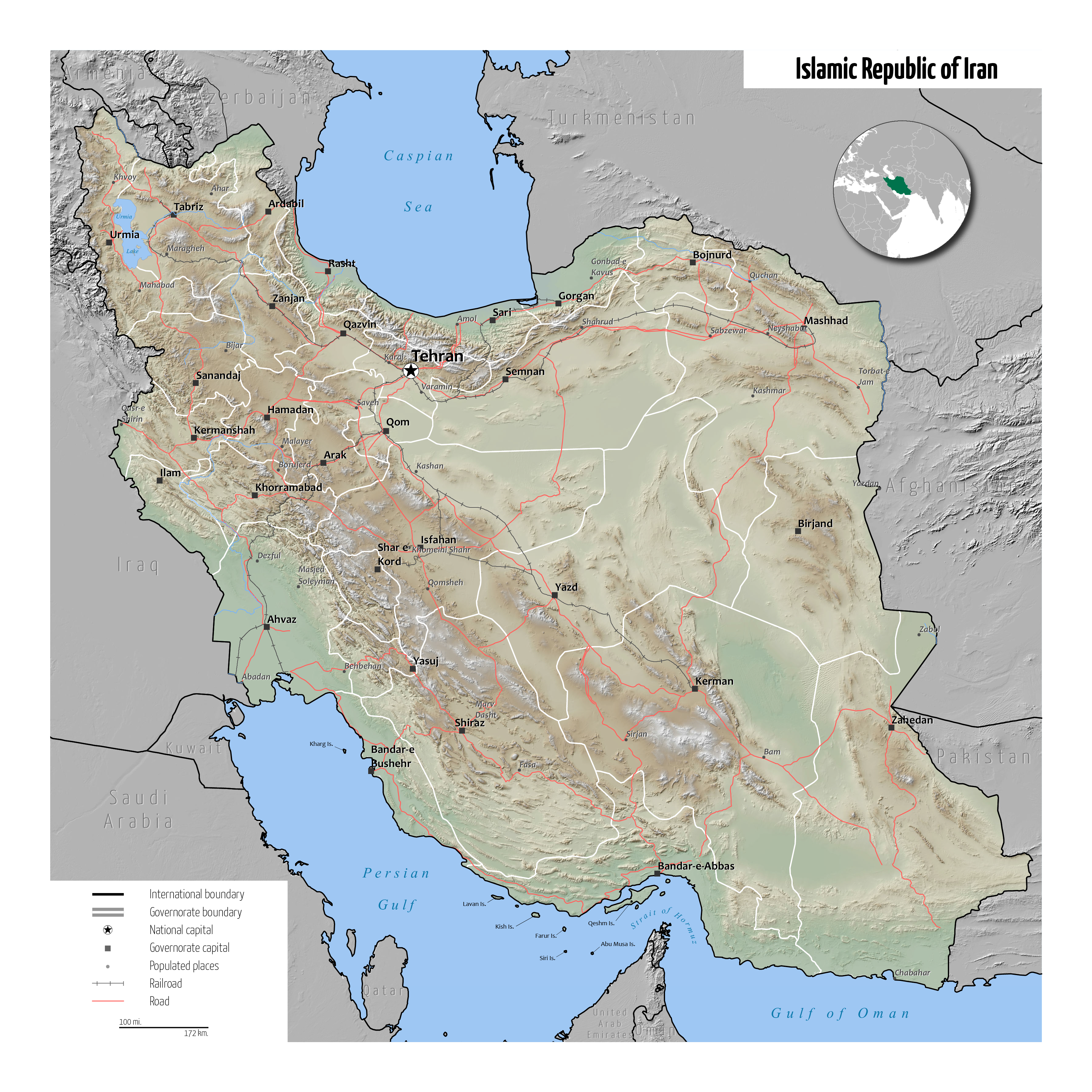
現代のイラン・イスラーム共和国の領域。

イラン（イーラーン）という地理概念が現地の王朝の国名として使用されるようになるのはガージャール朝（1796年-1925年）の時代に入ってからである。中東が近代西欧の主権国家体制に組み込まれていくなかで、ガージャール朝は自称としてイラン、また外国語（ヨーロッパ諸言語）で文書を記す際にはペルシア（Persia）を用いるようになった。そしてパフラヴィー朝（1925年-1975年）時代の1935年にはイランを公式の国名として使用するように諸外国に通達が出され、イランは現代の国家の名称として定着することになる。